# Боргетто-Санто-Спірито
Боргетто-Санто-Спірито, Борґетто-Санто-Спірито (італ. Borghetto Santo Spirito) — муніципалітет в Італії, у регіоні Лігурія, провінція Савона.
Боргетто-Санто-Спірито розташоване на відстані близько 430 км на північний захід від Рима, 70 км на південний захід від Генуї, 30 км на південний захід від Савони.

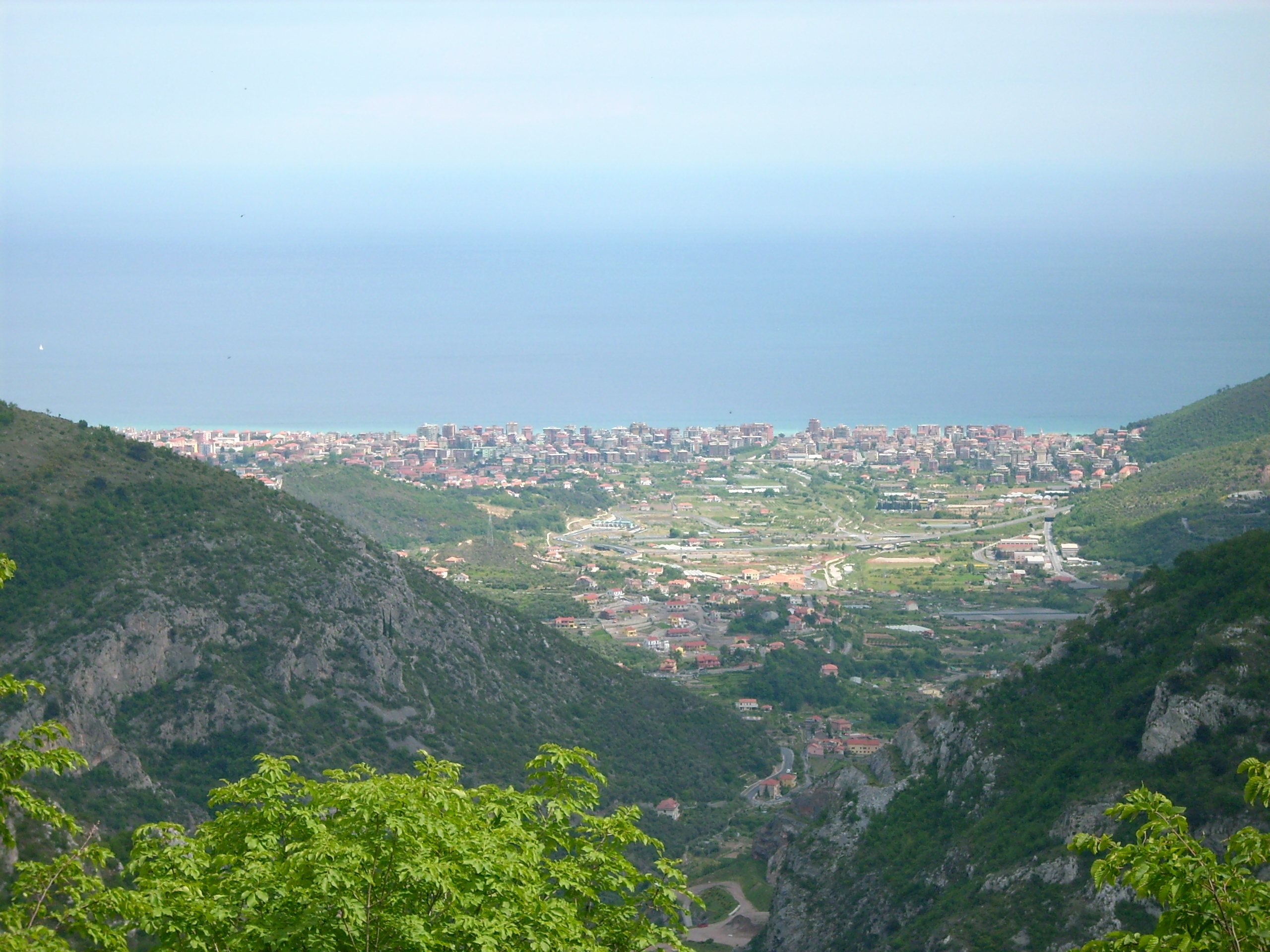

Населення — 5012 осіб (2014).

## Демографія
Населення за роками:

Станом на 1 січня 2023 року в муніципалітеті офіційно проживало 490 іноземців з 36 країн, серед них 68 громадян країн Євросоюзу та 5 громадян України.

## Сусідні муніципалітети
- Боїссано
- Черіале
- Лоано
- Тоїрано